# Papismo
Papismo y papista son términos empleados para referirse despectivamente, casi siempre en contextos polémicos, a los fieles de la Iglesia católica.

## Historia

### Origen
La palabra fue acuñada por los reformadores protestantes ingleses para nombrar a los que creían en la autoridad papal sobre los cristianos y deriva de la palabra papa. 
Se utilizó también en otros momentos históricos, como en el Kulturkampf en Alemania.
Hasta mediados del siglo XIX; la palabra se usa frecuentemente en History of England from the Accession of James II (Historia de Inglaterra desde el ascenso de Jacobo II) de Thomas Macaulay y en otros textos históricos o controvertidos del periodo. La palabra sigue empleándose por algunos políticos de Irlanda del Norte, como Ian Paisley.

### Cripto-papismo
Al principio, el término apareció en la forma compuesta 'cripto-papista', que se refiere a miembros de las Iglesias reformadas, protestantes o inconformistas anglicanas que en el fondo eran pretendidamente católicos. Alexéi Jomiakov, un teólogo laico ruso del siglo XIX, afirmaba entonces que 'Todos los protestantes son cripto-papistas'.
Aunque el término puede implicar simplemente una influencia romanizante, a veces ha habido personas que se han convertido secretamente al catolicismo, por ejemplo, James II de Inglaterra, Bartholomew Remov o Yelizaveta Fyodorovich. Algunas personas pueden luego convertirse abiertamente, como George Calvert, primer barón de Baltimore, o secretamente convertirse con reservas, como Juan III de Suecia. La doctrina de mentalis restrictio se utilizó para justificar situaciones que implicaban engaño.

### Su uso en la actualidad

#### Discriminación y catolicofobia inglesa
En Inglaterra es un término legal que define la imposibilidad de acceder al trono bajo las actuales leyes del Reino Unido. Según el Acta de Establecimiento de 1701 y que todavía está en vigor, nadie que profese la religión papista o que se case con un papista accederá al trono del Reino Unido.
También existe en Inglaterra el término despectivo apist, una combinación de papist ("papista") y ape ("mono"), para referirse al anglicanismo que copia (verbo ape en inglés) las prácticas de la Iglesia católica.

#### Ecumenismo
En la actualidad, el uso del término resulta claramente y obviamente ofensivo, por eso su uso se ha restringido bastante. En realidad siempre fue utilizado en forma despectiva e insultante. Lo que ha cambiado es la relación de la gran mayoría de las denominaciones protestantes hacia la Iglesia Católica gracias al movimiento ecuménico iniciado desde mediados del siglo XX.